# Železniční trať Milovice–Vlkava
Železniční trať Milovice–Vlkava, nazývaná též vlkavská spojka, všejanská spojka nebo milovická spojka, je zamýšlená stavba na Nymbursku, která by měla o 7,5 kilometrů prodloužit stávající pětikilometrovou trať Lysá nad Labem – Milovice a propojit ji ve Všejanech v blízkosti Vlkavy s tratí Nymburk – Mladá Boleslav. Spojka by měla umožnit přímější spojení Prahy s Mladou Boleslaví a Libereckem, které je dosud vedeno jednokolejnou neelektrifikovanou tratí přes Neratovice a Všetaty. V prosinci 2019 centrální komise ministerstva dopravy schválila plán částečně postavit novou dvoukolejnou elektrifikovanou trať mezi Milovicemi a Mladou Boleslaví, včetně stavby všejanské spojky.

## Historie projektu
Záměr byl prosazován Českými drahami. Správa železniční dopravní cesty se však po převzetí železniční sítě k tomuto záměru nepřihlásila. Tento úsek je však stále součástí úvah o tzv. V. tranzitním železničním koridoru Praha–Liberec. Středočeský kraj v roce 2006 vyjadřoval vybudování Vlkavské spojky podporu. S milovicko-vlkavskou spojkou počítají různé varianty řešení dopravy mezi Libercem a Prahou, mimo jiné i představa Libereckého kraje. Řešení všejanské spojky bylo požadováno i v zadání územního plánu obce Všejany.
Stávající trať z Lysé nad Labem do Milovic byla v roce 2009 rekonstruována a elektrizována a byl na ní zaveden provoz elektrických jednotek City Elefant; o případném prodloužení trati v té souvislosti nepadla zmínka. Podle některých zdrojů se však do budoucna počítá i s přeložením tohoto úseku do přímější trasy (v rámci zdvoukolejnění).
V prosinci 2019 centrální komise ministerstva dopravy schválila plán částečně postavit novou dvoukolejnou elektrifikovanou trať mezi Milovicemi a Mladou Boleslaví, včetně stavby všejanské spojky.
V roce 2021 byl předpoklad zahájení stavby v roce 2027.
V roce 2024 je předpoklad zahájení stavby v letech 2028-2029.